# Gampelen
Gampelen (en francés Champion) es una comuna suiza del cantón de Berna, situada en el distrito administrativo del Seeland. Limita al norte con las comunas de Gals y Tschugg, al este y sureste con Ins, al sur con Cudrefin (VD), y al oeste con La Tène (NE).
Gampelen es la única comuna de habla alemana sobre el lago de Neuchâtel, además de ser la única comuna bernesa con entrada a dicho lago. Hasta el 31 de diciembre de 2009 situada en el distrito de Erlach.

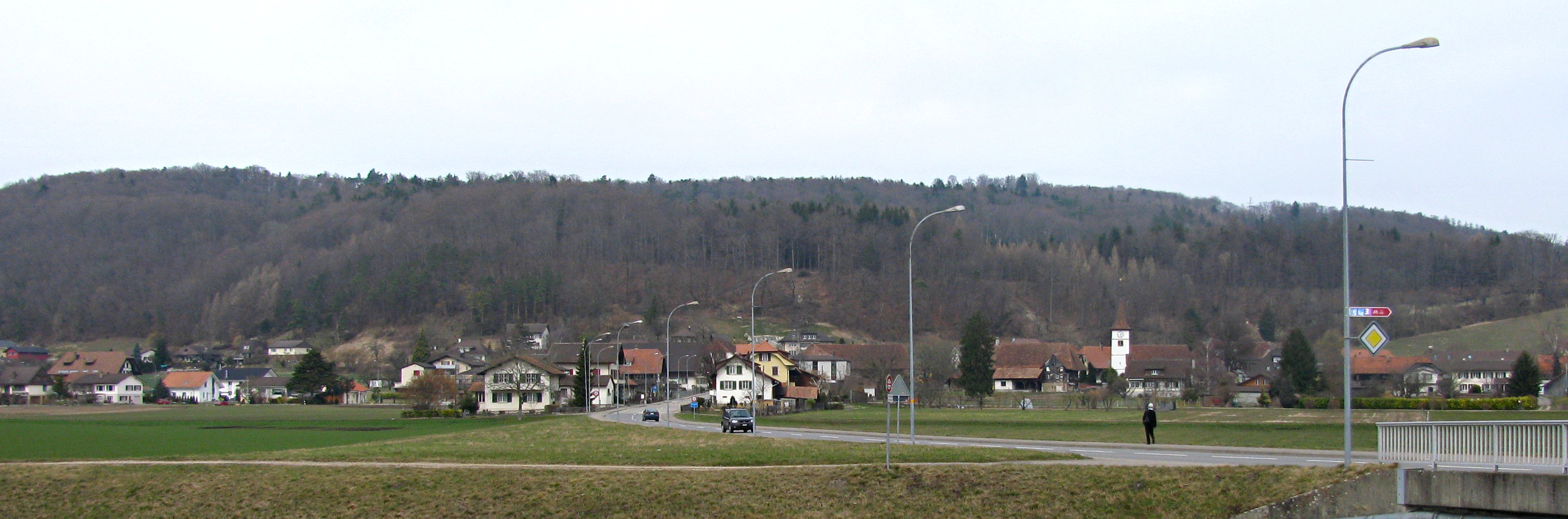
Gampelen visto del sur.